# Santiago Arce
Santiago Arce Añazgo (Tarija, 30 de mayo de 2000) es un futbolista boliviano. Juega como centrocampista en San Antonio Bulo Bulo de la Primera División de Bolivia.

## Trayectoria
Inició su carrera en Sport Boys, donde se mantuvo hasta 2018. Posteriormente fue fichado por Aurora en 2019, debutó profesionalmente el 10 de febrero jugando 45 minutos en el empate 0 a 0 ante Nacional Potosí.

## Clubes
| Club                  | País    | Año           |
| --------------------- | ------- | ------------- |
| Sport Boys            | Bolivia | 2017-2018     |
| Aurora                | Bolivia | 2019-2020     |
| Always Ready          | Bolivia | 2021          |
| Atlético Palmaflor    | Bolivia | 2022          |
| Always Ready          | Bolivia | 2023          |
| Guabirá               | Bolivia | 2024          |
| San Antonio Bulo Bulo | Bolivia | 2025-presente |